# Kanel (departamento)
Kanel é um departamento da região de Matam, no Senegal. De acordo com o censo de 2023 tem uma população de 342 507 habitantes.